# Condado de Union (Dakota del Sur)
El condado de Union (en inglés: Union County, South Dakota), fundado en 1862, es uno de los 66 condados en el estado estadounidense de Dakota del Sur. En el 2000 el condado tenía una población de 12 584 habitantes en una densidad poblacional de 4 personas por km². La sede del condado es Elk Point.

## Geografía
Según la Oficina del Censo, el condado tiene un área total de 1210 km² (467,2 mi²), de la cual 1192 km² (460,2 mi²) es tierra y 17 km² (6,6 mi²) es agua.

### Condados adyacentes
- Condado de Lincoln - norte
- Condado de Sioux - noroeste
- Condado de Plymouth - este
- Condado de Woodbury - sureste
- Condado de Dakota - sur
- Condado de Dixon - suroeste
- Condado de Clay - oeste

## Demografía
En el 2000 la renta per cápita promedia del condado era de $44 790, y el ingreso promedio para una familia era de $51 227. El ingreso per cápita para el condado era de $24 355. En 2000 los hombres tenían un ingreso per cápita de $35 406  versus $23 440 para las mujeres. Alrededor del 5.50% de la población estaba bajo el umbral de pobreza nacional.
| 1900   | 1910   | 1920   | 1930   | 1940   | 1950   | 1960   | 1970 | 1980   | 1990   | 2000   | Est. 2008 |
| ------ | ------ | ------ | ------ | ------ | ------ | ------ | ---- | ------ | ------ | ------ | --------- |
| 12 254 | 11 153 | 10 676 | 11 099 | 11 480 | 11 675 | 10 197 | 9643 | 10 938 | 10 189 | 12 584 | 14 131    |

## Ciudades y pueblos
- Alcester
- Alsen
- Beresford
- Dakota Dunes
- Elk Point
- Garryowen
- Jefferson
- Nora
- North Sioux City
- Richland
- Spink

### Municipios
- Municipio de Alcester
- Municipio de Big Sioux
- Municipio de Big Springs
- Municipio de Brule
- Municipio de Civil Bend
- Municipio de Elk Point
- Municipio de Emmet
- Municipio de Jefferson
- Municipio de Prairie
- Municipio de Sioux Valley
- Municipio de Spink
- Municipio de Virginia

## Mayores autopistas
| - Interestatal 29 - Carretera Dakota del Sur 11 - Carretera Dakota del Sur 19 - Carretera Dakota del Sur 46 | - Carretera Dakota del Sur 48 - Carretera Dakota del Sur 50 - Carretera Dakota del Sur 105 |